# Thiếu niên và chim diệc
Thiếu niên và chim diệc (Nhật: 君たちはどう生きるか Hepburn: Kimi-tachi wa Dō Ikiru ka, n.đ.: Các cậu sống thế nào?, tiếng Anh: The Boy and the Heron) là một bộ phim anime điện ảnh Nhật Bản thuộc thể loại chính kịch – kỳ ảo ra mắt vào năm 2023 do Miyazaki Hayao viết kịch bản kiêm đạo diễn và được Studio Ghibli sản xuất, lấy cảm hứng từ tiểu thuyết cùng tên năm 1937.
Phim khởi chiếu tại Nhật Bản vào ngày 14 tháng 7 năm 2023 và tại Việt Nam vào ngày 15 tháng 12 năm 2023. Tác phẩm đã nhận về những lời khen ngợi từ giới chuyên môn, đồng thời giành giải Quả cầu vàng, giải BAFTA, và giải Oscar đều ở hạng mục Phim hoạt hình hay nhất, qua đó trở thành tác phẩm hoạt hình vẽ tay và tác phẩm hoạt hình không nói tiếng Anh đầu tiên giành được hai giải thưởng trước đó. Tác phẩm còn được đề cử giải Quả cầu vàng cho nhạc phim hay nhất.

## Nội dung
Mahito mất mẹ trong cuộc oanh tạc Tokyo vào năm 1944, khi Chiến tranh Thái Bình Dương đang diễn ra. Cha cậu là chủ một nhà máy máy bay chiến đấu, đã lấy vợ mới là Natsuko – em gái của vợ cũ. Họ chuyển đến sống ở vùng quê của Natsuko, cùng với những bà lão giúp việc. Ở nơi mới, Masato gặp nhiều khó khăn với trường học và mối quan hệ với Natsuko đang mang bầu. Cậu còn thường xuyên bị một con diệc xám kỳ lạ làm phiền ở khu đất của họ.
Mahito xô xát ở trường, về nhà cậu tự làm mình bị thương để gây thương xót cho cha. Khi cậu băng bó vết thương ở khu đất, cậu tìm thấy cuốn sách Kimi-tachi wa Dō Ikiru ka có chữ viết tay của mẹ cậu, mà bà định làm quà cho cậu khi cậu lớn hơn. Cậu cũng biết được con diệc kỳ lạ có thể nói chuyện, và là một người đàn ông nhỏ sống trong cơ thể con diệc. Con diệc nói mẹ cậu còn sống và đang bị giam trong một tòa tháp bí ẩn trong rừng, do ông cụ cố của mẹ cậu là một kiến trúc sư nổi tiếng xây dựng nên. Con diệc thúc giục cậu vào tòa tháp để cứu mẹ. Cậu không tin, nhưng khi thấy Natsuko bước vào tháp một cách lạ lùng, cậu quyết định theo sau và cuốn vào một thế giới ma thuật.
Mahito bước vào thế giới ma thuật, nơi cậu gặp Kiriko, một nữ thủy thủ, phiên bản thời trẻ của người giúp việc ở nhà cậu, và Himi, một phù thủy ma thuật giúp sức cho Mahito và Kiriko. Cả Mahito, Himi và con diệc cùng nhau đột nhập vào lâu đài, vượt qua những con vẹt khổng lồ ăn thịt người để tìm Natsuko. Natsuko không muốn đi theo họ, cho đến khi Mahito gọi cô là mẹ.
Trên đường chạy trốn, những con vẹt khổng lồ bắt Himi đi. Mahito cứu Himi và gặp ông cụ cố của cậu. Ông cụ cố cho cậu xem những khối xây dựng giữ sự cân bằng và viên đá nổi chứa sức mạnh của ông. Ông muốn cậu kế thừa viên đá và sự cân bằng, vì cậu là người có huyết thống và không ác tâm. Mahito từ chối, thay vào đó cậu chọn trở về nhà và chỉ vào vết thương trên đầu là bằng chứng. Vua vẹt muốn cướp quyền lực của ông cụ cố và phá hủy những khối xây dựng và viên đá, làm thế giới này sụp đổ, may thay Mahito, Himi và con diệc đã thoát nạn. Mahito mời Himi về nhà cậu, nhưng Himi từ chối, nói cô là mẹ cậu khi còn trẻ và cô phải về quá khứ để sinh cậu ra. Sau khi tạm biệt con diệc, Mahito cùng với Natsuko trở về nhà và gặp lại người cha thân yêu. Hai năm sau chiến tranh, Mahito quay về Tokyo và có một cuộc sống vui vẻ với gia đình cậu.

## Diễn viên lồng tiếng

Áp phích chiếu rạp của phim tại Việt Nam.

| Nhân vật             | Diễn viên lồng tiếng | Diễn viên lồng tiếng                     |
| Nhân vật             | Tiếng Nhật           | Tiếng Anh                                |
| -------------------- | -------------------- | ---------------------------------------- |
| Maki Mahito          | Soma Santoki         | Luca Padovan                             |
| Chim diệc xám        | Suda Masaki          | Robert Pattinson                         |
| Himi                 | Aimyon               | Karen Fukuhara                           |
| Natsuko              | Kimura Yoshino       | Gemma Chan                               |
| Maki Shoichi         | Kimura Takuya        | Christian Bale                           |
| Ông cụ cố            | Hino Shohei          | Mark Hamill                              |
| Kiriko               | Shibasaki Ko         | Florence Pugh                            |
| Bồ nông              | Kobayashi Kaoru      | Willem Dafoe                             |
| Vua vẹt đuôi dài     | Kunimura Jun         | Dave Bautista                            |
| Izumi (Người hầu #1) | Takeshita Keiko      | Denise Pickering                         |
| Utako (Người hầu #2) | Fubuki Jun           | Barbara Rosenblat                        |
| Eriko (Người hầu #3) | Agawa Sawako         | Melora Harte                             |
| Aiko (Người hầu #4)  | Otake Shinobu        | Barbara Goodson                          |
| Warawara             | Takizawa Karen       |                                          |
| Vẹt đuôi dài         |                      | Mamoudou Athie Tony Revolori Dan Stevens |

## Sản xuất
Miyazaki bắt đầu sản xuất bộ phim vào tháng 7 năm 2016, sau đó thông tin được xác nhận bởi giám đốc hãng phim Suzuki Toshio. Với việc Miyazaki sắp nghỉ hưu, Studio Ghibli đã mở cửa trở lại với nhiều cộng tác viên trước đây làm việc trong dự án. Vào tháng 10 năm 2017, Studio Ghibli thông báo bộ phim sẽ có tựa đề Kimi-tachi wa Dō Ikiru ka. Suzuki Toshio nói rằng Miyazaki đang thực hiện bộ phim cho cháu trai của mình để thay cho lời nói của ông rằng "Ông nội sẽ sớm  sang thế giới bên kia nhưng ông sẽ để lại bộ phim này". Bộ phim tại một thời điểm được cho là sẽ phát hành vào khoảng thời gian diễn ra Thế vận hội Mùa hè 2020.

## Âm nhạc
Hisaishi Joe đảm nhận vai trò biên soạn nhạc phim. Nhạc phim gồm 37 bản nhạc, đã phát hành tại Nhật Bản vào ngày 9 tháng 8 năm 2023, bởi Tokuma Japan Communications. Yonezu Kenshi trình bày ca khúc chủ đề của bộ phim là "Spinning Globe" (地球儀).

## Đón nhận
Tác phẩm được giới chuyên môn đánh giá tốt. Trang Guardian viết: "The Boy and the Heron cho thấy 'phép thuật' trong điện ảnh của Miyazaki. Tác phẩm lấy cảm hứng từ trải nghiệm thời thơ ấu của đạo diễn nhằm tri ân quá khứ". Cây bút Joshua Fox của ScreenRant nhận xét: "Tác phẩm cân bằng mọi chi tiết, với nhiều khoảnh khắc hài hước lẫn xúc động. Tất cả tạo nên một câu chuyện gần như hoàn hảo".
Tuy nhiên, phim cũng có một số thiếu sót. Theo ScreenRant, phần lớn dàn nhân vật phụ thiếu sự phát triển tâm lý, làm mạch phim ngắt quãng. Tiết tấu của hồi hai khá nhanh, xử lý kém thuyết phục. Nguyên lý hoạt động của thế giới mới, quá trình Mahito chấp nhận Natsuko và lý do khiến ông cố của Mahito tin vào thế giới bí ẩn không được giải thích rõ.
Theo Hollywood Reporter, tác phẩm có nhiều chi tiết giống với cuộc đời nhà làm phim 82 tuổi. Nhiều nhà phê bình người Nhật cho rằng gia đình Miyazaki thoát khỏi vụ đánh bom ở Tokyo để đến vùng nông thôn Nhật Bản. Cha của Miyazaki - Katsuji - từng có một đời vợ. Katsuji cưới mẹ của Hayao sau khi người vợ đầu qua đời vì bệnh tật.